# Красная звезда (стадион)
«Красная звезда» — центральный городской стадиона Омска. Расположен на 18 га Октябрьского административного округа. Построен в 1966 году. Домашняя арена футбольного клуба «Иртыш».

## Описание
«Красная звезда» является центральным городским стадионом. На площади 18 гектаров расположены футбольное поле, беговые дорожки, павильон для занятий спортом с несколькими залами. Для проведения матчей при низкой температуре используется крытый манеж с искусственным полем (вместимость трибун 3000 человек). На стадионе проходят турниры по боевым искусствам, художественной гимнастике, конькобежному спорту, пляжному волейболу. Вместимость составляет 4655 человек.

## История
Стадион заложили в 1956 году и сдали в эксплуатацию через 10 лет. До этого на его месте работала лыжная база, а «Иртыш» проводил матчи на стадионе «Динамо». 
Первый матч прошёл 12 мая 1966 между «Иртышом» и клубом «Алга» из города Фрунзе Киргизской АССР (современный Бишкек) и закончился победой омского клуба со счётом 2:1). В тот же день прошла церемония открытия стадиона, посвящённая 250-летию со дня основания города. 
За первые 50 лет базирования на стадионе клубом «Иртыш» было проведено 830 матчей в рамках различных турниров.
Первоначальная вместимость трибун составляла 18 000 человек. Затем в начале 2000-х годов стадион значительно изменился: были установлены сиденья из пластика, демонтирована северная трибуна на 8 тыс. человек и признана аварийной восточная трибуна вместимость 4 тыс. человек. В 2007 году был введён в эксплуатацию манеж. На 2024 год «Красная звезда» находится в неудовлетворительном состоянии. Региональные власти отчитывались о поиске инвесторов для проведения реконструкции.